# Point MacKenzie
Point MacKenzie é uma Região censo-designada localizada no estado americano de Alasca, no Distrito de Matanuska-Susitna.

## Demografia
Segundo o censo americano de 2000, a sua população era de 111 habitantes.

## Geografia
De acordo com o United States Census Bureau, a localidade tem uma área de 389,3 km², dos quais 383,3 km² cobertos por terra e 6,0 km² cobertos por água.

## Localidades na vizinhança
O diagrama seguinte representa as localidades num raio de 40 km ao redor de Point MacKenzie.